# The Amazing Kamikaze Syndrome
The Amazing Kamikaze Syndrome es el décimo álbum de estudio de la banda de rock británica Slade, publicado el 3 de diciembre de 1983. El álbum alcanzó la posición n.º 49 en las listas de éxitos del Reino Unido. En los Estados Unidos y Canadá fue publicado con el nombre Keep Your Hands Off My Power Supply, con algunos cambios en la lista de canciones.

## Lista de canciones
| N.º | Título                             | Escritor(es)          | Duración |  |
| 1.  | «Slam the Hammer Down»             | Noddy Holder, Jim Lea | 3:25     |  |
| 2.  | «In The Doghouse»                  | Holder, Lea           | 2:44     |  |
| 3.  | «Run Runaway»                      | Holder, Lea           | 5:00     |  |
| 4.  | «High and Dry»                     | Holder, Lea           | 3:10     |  |
| 5.  | «My Oh My»                         | Holder, Lea           | 4:12     |  |
| 6.  | «Cocky Rock Boys (Rule O.K.)»      | Holder, Lea           | 3:27     |  |
| 7.  | «Ready to Explode»                 | Holder, Lea           | 8:38     |  |
| 8.  | «(And Now the Waltz) C'est La Vie» | Holder, Lea           | 3:43     |  |
| 9.  | «Cheap 'n' Nasty Luv»              | Holder, Lea           | 3:27     |  |
| 10. | «Razzle Dazzle Man»                | Holder, Lea           | 4:39     |  |

## Créditos
- Noddy Holder — voz, guitarra
- Dave Hill — guitarra
- Jim Lea — bajo, voz, piano
- Don Powell — batería